# Yên Phú, Thanh Hóa
Yên Phú là một xã thuộc huyện Yên Định, tỉnh Thanh Hóa, Việt Nam.

## Địa lý
Xã Yên Phú nằm ở phía tây huyện Yên Định, có vị trí địa lý:
- Phía đông giáp các xã Yên Hùng, Yên Thịnh và Yên Trường
- Phía tây giáp thị trấn Thống Nhất
- Phía nam giáp huyện Thọ Xuân
- Phía bắc giáp thị trấn Yên Tâm và xã Yên Trung.

Xã Yên Phú có diện tích 16,48 km², dân số là 7.818 người, mật độ dân số đạt 474 người/km².

## Lịch sử
Địa bàn xã Yên Phú hiện nay trước đây vốn là hai xã Yên Giang và Yên Phú.
Trước khi sáp nhập, xã Yên Phú có diện tích 6,00 km², dân số là 4.102 người, mật độ dân số đạt 684 người/km², có 6 thôn: Bùi Thượng, Bùi Hạ 1, Bùi Hạ 2, Trịnh Lộc, Đa Nẫm, Đa Ngọc. Xã Yên Giang có diện tích 10,48 km², dân số là 3.716 người, mật độ dân số đạt 355 người/km².
Ngày 16 tháng 10 năm 2019, Ủy ban Thường vụ Quốc hội ban hành Nghị quyết số 786/NQ-UBTVQH14 về việc sắp xếp các đơn vị hành chính cấp xã thuộc tỉnh Thanh Hóa (nghị quyết có hiệu lực từ ngày 1 tháng 12 năm 2019). Theo đó, sáp nhập toàn bộ diện tích và dân số của xã Yên Giang vào xã Yên Phú.

## Di tích
Chiến khu cách mạng đa ngọc(thuộc làng đa ngọc ngày nay. trong thời kỳ kháng chiến chống thực dân pháp, sau khi chiến khu cách mạng ngọc trạo" thạch thành" bị phát hiền đã di dời lên đây)

### Đình Bùi Hạ
Đình làng Bùi Hạ thờ tướng Đào Lang thời nhà Đinh có công tạo dựng lập làng Trịnh Lộc và lập được nhiều công tích dẹp loạn 12 sứ quân và kháng chiến chống Tống (lần thứ nhất), sau được Vua Lê Đại Hành giao việc đào kênh Nhà Lê.